# Jost Reinhold
Jost Reinhold (* 28. März 1929 in Groß Flotow) ist ein deutscher Unternehmer und Mäzen, welcher mit der gleichnamigen Jost-Reinhold-Stiftung insbesondere Einrichtungen in seiner Heimat, dem Landkreis Mecklenburgische Seenplatte im Bundesland Mecklenburg-Vorpommern unterstützt.

## Leben
Reinhold wurde am 28. März des Jahres 1929 als Sohn eines Lehrers im mecklenburgischen Groß Flotow geboren, wo er seine ersten Lebensjahre verbrachte. Im Alter von zehn Jahren wechselte er auf das humanistische Gymnasium in Neubrandenburg. Sein Abitur legte Reinhold im Jahr 1948 am Gymnasium Carolinum in Neustrelitz ab. Anschließend erhielt er eine Ausbildung im Forstamt Speck, ergriff jedoch nicht den Beruf eines Försters. Stattdessen siedelte Reinhold 1949 nach Italien um, wo er an der renommierten Wirtschaftsuniversität Luigi Bocconi in Mailand studierte und im kaufmännischen Bereich ausgebildet wurde. 1962 gründete er dann dort eine eigene Firma, die Autoteile entwickelte und verkaufte und baute sie zu einer international tätigen Unternehmensgruppe aus. Nach der Wende 1989 verkaufte er die gut gehende Autozuliefererkette und kehrte in seine Heimat zurück. 1992 gründete er die Jost-Reinhold-Stiftung, deren Kapital sich inzwischen auf etwa zwölf Millionen Euro beläuft (Stand 2010). Seither unterstützte er das Land Mecklenburg-Vorpommern mit dem Stiftungsvermögen bei bisher etwa 650 sozialen und kulturellen Projekten, darunter beispielsweise die Kreismusikschule Waren und das Müritzeum. Am 30. August 2017 wurde über den Kronen der Ivenacker Eichen in Anwesenheit Jost Reinholds der neue 620 m lange und zwischen 18 und 21 m hohe und barrierefreie (Fahrstuhl) Baumwipfelpfad eröffnet. Obgleich von der EU gefördert, hätte dieser Pfad ohne ihn nicht entstehen können. Der Unternehmer Jost Reinhold lebt seit 1977 in der Schweiz und gehört zu den größten Mäzenen in der Region Mecklenburgische Seenplatte.

## Auszeichnungen
Jost Reinhold ist Träger des Bundesverdienstkreuzes am Bande und erster Klasse, des Mecklenburgischen Verdienstordens, des Tourismuspreises Mecklenburg-Vorpommern und der Heinrich-Schliemann-Medaille sowie Ehrenbürger der Orte Collina d’Oro, Groß Flotow, Ankershagen, Ivenack, Penzlin und Waren (Müritz). Zudem erhielt Reinhold den höchsten Verdienstorden der Stadt Mailand und ist Mitglied der Verwaltungsräte verschiedener Stiftungen.